# Phường 24
Phường 24 là một phường thuộc quận Bình Thạnh, Thành phố Hồ Chí Minh, Việt Nam.
Phường 24 có diện tích 0,57 km², dân số năm 2021 là 24.309 người,  mật độ dân số đạt 42.647 người/km².